# Panathīnaïkos Athlītikos Omilos (pallavolo femminile)
Il Panathīnaïkos Athlītikos Omilos è una squadra di pallavolo femminile greca, con sede ad Atene. Milita in Volley League e fa parte della polisportiva del Panathīnaïkos Athlītikos Omilos di Atene; esiste anche una sezione pallavolistica maschile.

## Storia della società
La sezione femminile del Panathīnaïkos Athlītikos Omilos è nata nel 1969.
La squadra partecipa al massimo campionato greco dalla sua prima edizione, disputata nel  1971, ininterrottamente per 47 stagioni, fino all'annata 2016-17. In campo nazionale è l'assoluto dominatore, conquistando venticinque campionati (con un record di 7 successi consecutivi fra il 2004-05 e il 2010-11, battuto solo dalle rivali cittadine dell'Olympiakos negli anni '10) e sei Coppe di Grecia (per altrettanti double); in campo europeo, invece, non vanta risultati di rilievo se non una finale di Coppa delle Coppe nella edizione 1999-00, sconfitta dalla Sirio Perugia, ed una di Challenge Cup nell'annata 2008-2009 persa contro il Giannino Pieralisi di Jesi.
Nel luglio 2017 la polisportiva greca, alle prese con una difficile situazione economica, chiede invano una proroga dei termini per l'iscrizione della squadra di pallavolo femminile al campionato alla EOPE; il 25 luglio, alla scadenza dei termini, la società non riesce a formalizzare l'iscrizione e viene pertanto esclusa dal campionato senza poter partecipare a nessun'altra competizione sportiva e rimanendo di fatto inattiva per una stagione. L'anno successivo la squadra, formalmente considerata come prima retrocessa al termine della Volley League 2017-18, partecipa alla seconda serie nazionale, conquistando al termine dell'annata la promozione immediata in Volley League.
Nella stagione 2021-22 le verdi riescono ad interrompere il dominio dell'Olympiakos centrando la doppietta scudetto-Coppa di Grecia. Nelle due annate successive si ripete in campionato conquistando altri due scudetti.

## Rosa 2021-2022
| N° | Nome                      | Ruolo | Data di nascita   | Nazionalità sportiva |
| -- | ------------------------- | ----- | ----------------- | -------------------- |
| 1  | Eirīnī Chatzīeustratiadou | C     | 2 settembre 1995  | Grecia               |
| 2  | Manōlina Kōnstantinou     | S     | 10 aprile 1993    | Cipro                |
| 3  | Emily Kōnstantelou        | C     | 27 maggio 1997    | Grecia               |
| 4  | Jennifer Cross            | C     | 4 luglio 1992     | Canada               |
| 5  | Marharyta Stepanenko      | O     | 25 aprile 1993    | Azerbaigian          |
| 6  | Maret Grothues            | S     | 16 settembre 1988 | Paesi Bassi          |
| 8  | Pīnelopī Papastergiou     | P     | 26 marzo 1995     | Grecia               |
| 10 | Athīna Papafōtiou         | P     | 23 agosto 1989    | Grecia               |
| 11 | Maria Tsitsigiannī        | O     | 20 novembre 2000  | Grecia               |
| 12 | Evaggelia Chantava        | S     | 26 ottobre 1990   | Grecia               |
| 13 | Panagiōta Rogka           | L     | 4 luglio 1987     | Grecia               |
| 14 | Natalia Metaxa            | C     | 8 giugno 1992     | Grecia               |
| 15 | Mariana Brambilla         | O     | 19 marzo 2000     | Brasile              |
| 18 | Evita Xīntara             | L     | 9 febbraio 1993   | Grecia               |

## Palmarès
- Campionato greco: 25[6][7]

1971, 1972, 1973, 1977, 1978, 1979, 1982, 1982-83, 1984-85, 1987-88,
1989-90, 1990-91, 1991-92, 1992-93, 1997-98, 1999-00, 2004-05, 2005-06, 2006-07, 2007-08,
2008-09, 2009-10, 2010-11, 2021-22, 2022-23, 2023-24
- Coppa di Grecia: 6

2004-05, 2005-06, 2007-08, 2008-09, 2009-10, 2021-22